# 熊野神社 (葛飾区)
熊野神社（くまのじんじゃ）は、東京都葛飾区立石八丁目にある神社。五方山 熊野神社（ごほうざん くまのじんじゃ）と号している。

## 由緒
社伝や『新編武蔵風土記稿』では長保年間（999年 - 1003年）に、陰陽師の安倍晴明によって当地に熊野大神（熊野権現）が勧請されたのが起こりとされている。

## 境内

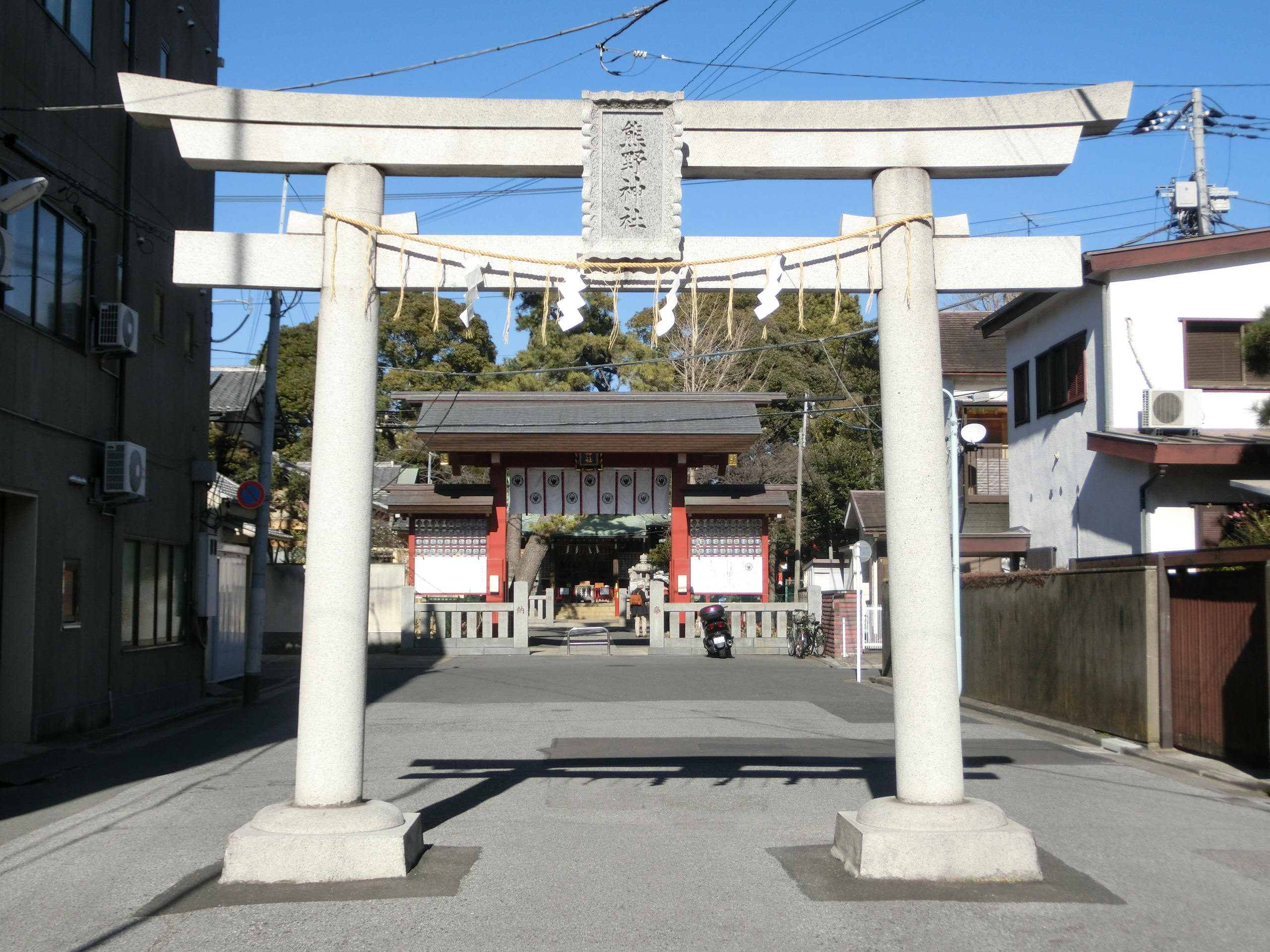
鳥居

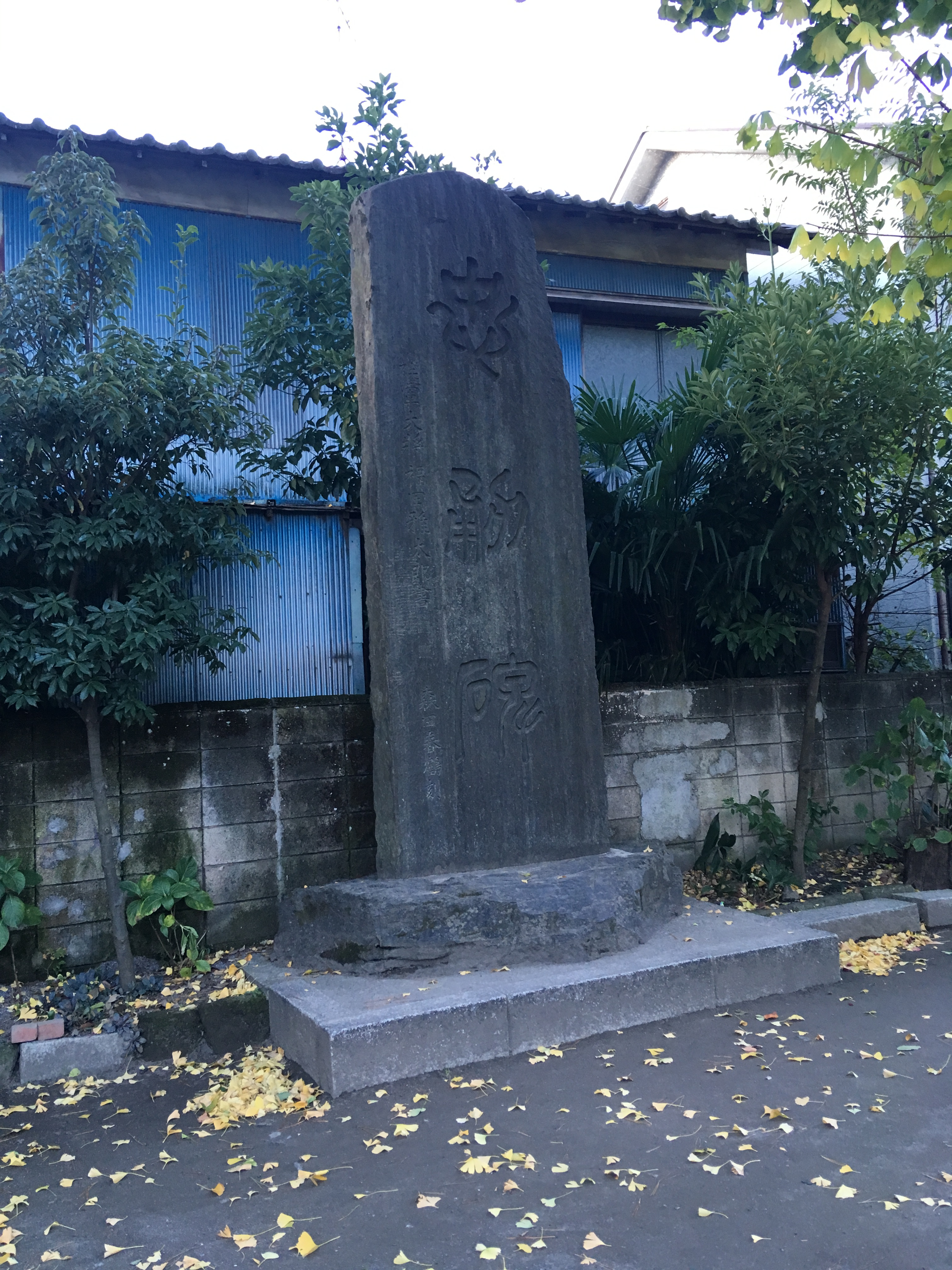
水盤舎裏手の"忠勈碑 (ちゅうゆうひ) "。かつては葛飾区立立石図書館の脇にあった。

葛飾区内を流れる中川蛇行部(中川七曲)の右岸に位置する。社地は元来一辺が約三十間の正五角形をなしていたとされ、現在もその痕跡を残しているが、この社地の形状が五行をかたどっているとされている。また当社やかつての別当寺であり近隣にある五方山南蔵院立石寺の山号 五方山もこれに由来する。
社殿は寛政8年 (1796年)に造営されたご神体を安置する石造りの内陣、明治12年 (1879年)に造営された総公孫樹造りの本殿、幣殿および拝殿（ともに大正10年 (1921年)造営。昭和36年 (1961年)改築造営。)からなる権現造である。境内社として水神社、天満宮、浅間神社、稲荷神社がある。また境内に幼稚園が併設されている。
社殿の両脇に樹齢300年以上になるクスノキの神木が2本あり、葛飾区登録天然記念物として登録されている。

## ご神体
長さ二尺余りの神代の石剣と伝えられる。

## 交通アクセス
- 京成押上線京成立石駅より徒歩約12分（経路案内）
- 京成本線・押上線青砥駅より徒歩約9分（経路案内）